# Luther: The Fallen Sun
Luther: The Fallen Sun és una pel·lícula de thriller policial del 2023 dirigida per Jamie Payne i escrita per Neil Cross. Serveix com a continuació cinematogràfica de la sèrie de televisió britànica del mateix nom de 2010–19. La pel·lícula és protagonitzada per Idris Elba (que també exerceix de productor a la pel·lícula), que torna a interpretar a John Luther, amb Cynthia Erivo i Andy Serkis.
Luther: The Fallen Sun es va estrenar en cinemes selectes el 24 de febrer de 2023, abans del seu llançament en streaming el 10 de març de 2023 per Netflix. Ha estat subtitulada al català. Els subtítols en català van ser obra d'Adán Cassan, que va ser nominat als XII premis ATRAE en la categoria de millor subtitulació en català per a cinema, TV, DVD o plataforma en línia.

## Producció
El concepte d'una adaptació cinematogràfica per a la sèrie de la BBC es va plantejar per primera vegada l'agost de 2013, quan el creador de la sèrie Neil Cross va revelar que havia escrit un guió per a una preqüela de la sèrie.
El juliol de 2020, Idris Elba va declarar que no hi havia "plans formals" per a una altra temporada del programa, però va expressar el seu desig de tornar al paper en una pel·lícula, i que això estava a punt de passar. Aquesta es va confirmar el setembre de 2021 per al seu llançament a Netflix, amb Cynthia Erivo i Andy Serkis protagonitzant al costat d'Elba.
Elba va anunciar el 10 de novembre de 2021 que el rodatge havia començat. El rodatge va tenir lloc a Londres i als Lite Studios de Brussel·les, Bèlgica.